# Nvidia GeForce 10 серија
GeForce 10 серија је десета генерација NVIDIA графичких картица, заснована на Pascal архитектури. Представљена је у мају 2016. године са моделом GTX 1080, који је у то време био најјачи графички процесор за потрошачко тржиште.

## Карактеристике
GeForce 10 серија је прва која користи **Pascal архитектуру**, значајно ефикаснију од претходне **Maxwell** генерације. Неке од новина:
- Подршка за **HDMI 2.0b**, **DisplayPort 1.4**
- Значајно побољшане перформансе по вату
- Подршка за **VR**, **G-Sync**, **Ansel**
- Излазак је обележен GTX моделима: 1050, 1060, 1070, 1080, као и Titan X (Pascal).

## Модели
| Модел            | Датум изласка | Меморија | Тип меморије |
| ---------------- | ------------- | -------- | ------------ |
| GTX 1050         | октобар 2016. | 2 GB     | GDDR5        |
| GTX 1050 Ti      | октобар 2016. | 4 GB     | GDDR5        |
| GTX 1060 3GB/6GB | јул 2016.     | 3/6 GB   | GDDR5        |
| GTX 1070         | јун 2016.     | 8 GB     | GDDR5        |
| GTX 1080         | мај 2016.     | 8 GB     | GDDR5X       |
| GTX 1080 Ti      | март 2017.    | 11 GB    | GDDR5X       |
| Titan X (Pascal) | август 2016.  | 12 GB    | GDDR5X       |
| GT 1030          | мај 2017.     | 2 GB     | GDDR5 / DDR4 |

## Наслеђе
Ова генерација је замењена GeForce 20 серијом (Turing архитектура) 2018. године, али је задржала популарност због добре цене и перформанси.